# Déficit en purine nucléoside phosphorylase
 Mise en garde médicale
Le déficit en purine nucléoside phosphorylase entre dans le cadre d'un déficit immunitaire congénital.
Il existe un déficit de l'immunité cellulaire et une anomalie de production de certains anticorps.
Sa transmission est autosomique dominante.
Le code CIM-10 est D81.5.